# Mej-čou (prefektura)
Mej-čou (čínsky 梅州, pchin-jinem Méizhōu) je městská prefektura v Čínské lidové republice. Leží na jihovýchodě země v provincii Kuang-tung. Má rozlohu 15 836 čtverečních kilometrů a v roce 2008 zde žilo přes pět miliónů obyvatel.

## Poloha
Mej-čou leží na severovýchodě provincie Kuang-tung. Na západě hraničí s Che-jüanem, na jihu se Šan-wejem, na jihovýchodě s Ťie-jangem a s Čchao-čou, na severovýchodě s provincií Fu-ťien a na severozápadě s provincií Ťiang-si.

## Administrativní členění
Městská prefektura Mej-čou se člení na osm celků okresní úrovně, a sice dva městské obvody, jeden městský okres a pět okresů.
| městský obvod · Mej-ťiang městský obvod · Mej-sien městský okres · Sing-ning okres · Feng-šun okres · Wu-chua okres · Pching-jüan okres · Ťiao-ling okres · Ta-pu |        |                       |                    |                                  |
| Název | Název  | Počet obyvatel (2020) | Rozloha km² (2020) | Hustota zalidnění (obyv. na km²) |
| český přepis | znaky  | Počet obyvatel (2020) | Rozloha km² (2020) | Hustota zalidnění (obyv. na km²) |
| Městské obvody |        |                       |                    |                                  |
| Mej-ťiang | 梅江区 | 435 616               | 844                | 516                              |
| Mej-sien | 梅县区 | 556 735               | 2 203              | 253                              |
| Městský okres |        |                       |                    |                                  |
| Sing-ning | 兴宁市 | 779 411               | 2 075              | 376                              |
| Okresy |        |                       |                    |                                  |
| Feng-šun | 丰顺县 | 478 731               | 2 706              | 177                              |
| Wu-chua | 五华县 | 916 961               | 3 238              | 283                              |
| Pching-jüan | 平远县 | 190 482               | 1 374              | 139                              |
| Ťiao-ling | 蕉岭县 | 184 355               | 962                | 192                              |
| Ta-pu | 大埔县 | 330 948               | 2 462              | 134                              |
| |        |                       |                    |                                  |
| Celkem | Celkem | 3 873 239             | 15 865             | 244                              |